# درة هسبنيولا
درة هسبنيولا نوع من الببغاء من الفصيلة الببغائية يعيش في جزيرة هسبنيولا.